# Cattedrale di Santa Caterina de Ricci (Guantánamo)
La Cattedrale di Santa Caterina da Ricci (in spagnolo: Catedral de Santa Catalina de Ricci), o comunemente conosciuta come Cattedrale di Guantánamo, è il principale luogo di culto cattolico situato nella città cubana di Guantánamo.

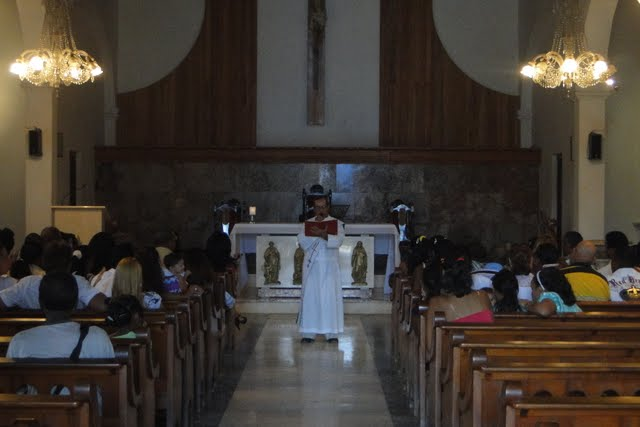
Fotografia della navata centrale mente è in corso una celebrazione.

La costruzione della cattedrale incominciò nel 1837 e fu completata nel 1839. La chiesa venne invece consacrata soltanto nel 1842, quando l'isola di Cuba si trovava ancora sotto il dominio dell'Impero spagnolo. Nel 1953 fu costruito il campanile, mentre tra il 1959 e il 1960 furono effettuati importanti lavori di restauro.
La cattedrale di Santa Caterina da Ricci  è la sede della diocesi di Guantánamo-Baracoa (in latino: Dioecesis Guantanamensis-Baracoensis), istituita nel 1998 con la bolla papale "Spirituali christifidelium" emessa da papa Giovanni Paolo II.